# Лимбажи (станция)
Ли́мбажи (латыш. Limbaži) — бывшая железнодорожная станция в городе Лимбажи (Латвия). Располагалась на линии Скулте — Пярну, демонтированной в 2007 году. Здание вокзала сейчас используется как автовокзал.

## Состояние линии
В советские времена курсировали дизель-поезда Рига — Лимбажи и дальше в Алою, Руйену и Ипики, а также поезда дальнего следования между Латвией и Эстонией. До Лимбажи поезда курсировали до 2002 года, позже движение было прекращено из-за малого пассажиропотока. В 2007 году линия от Скулте до Пярну была продана Эстонской железной дороге, после чего была полностью демонтирована. Здание вокзала построено по тому же проекту, что и вокзал станции Земитаны; сейчас используется в качестве автовокзала.